# Бережонка
Бережо́нка — село у Банилівській сільській громаді Вижницького району Чернівецької області України.

## Географія
Через село тече річка Бережонка, права притока Бережниці.

## Історія
З 24 серпня 1991 року село Бережонка входить до складу незалежної України.

## Населення
Згідно з переписом УРСР 1989 року чисельність наявного населення села становила 920 осіб, з яких 434 чоловіки та 486 жінок.
За переписом населення України 2001 року в селі мешкало 895 осіб.

### Мова
Розподіл населення за рідною мовою за даними перепису 2001 року:
| Мова       | Відсоток |
| ---------- | -------- |
| українська | 99,36 %  |
| російська  | 0,42 %   |
| молдовська | 0,11 %   |
| румунська  | 0,11 %   |

## Відомі люди
- Лелек Василь Степанович (24.12.1946 - 25.11.1997) - український поет, художник